# Ferrosaponite
La ferrosaponite (simbolo IMA: Fsap) è un minerale del gruppo della smectite appartenente alla classe minerale dei "silicati e germanati" con composizione chimica Ca0.3(Fe2+,Mg,Fe3+)3(Si,Al)4O10(OH)2 • 4(H2O)
Strutturalmente appartiene alla famiglia dei fillosilicati.

## Etimologia
Il nome deriva dalla composizione chimica: è una saponite ricca di ferro ferroso.

## Classificazione
Nella nona edizione della sistematica dei minerali secondo Strunz elenca la ferrosaponite nella classe "9. Silicati (germanati)" e da lì nella sottoclasse "9.E Fillosilicati"; questa è ulteriormente suddivisa in base alla struttura del minerale, in modo che la ferrosaponite possa essere trovata nella sezione "9.EC Fillosilicati con fogli di mica, composti di reti di tetraedri e ottaedri", dove insieme a swinefordite, saponite, sauconite, hectorite, spadaite, stevensite e zincsilite forma il sistema nº 9.EC.45.
Tale classificazione viene mantenuta anche nell'edizione successiva, proseguita dal database "mindat.org" e chiamata Classificazione Strunz-mindat nella quale, oltre a quelli già citati, si aggiunge il minerale hanjiangite.
Nella Sistematica dei lapis (Lapis-Systematik) di Stefan Weiß la ferrosaponite è elencata nella classe dei "silicati" e nella sottoclasse dei "silicati stratificati"; qui si trova nella sezione dei "minerali argillosi, regolarmente stratificati; silicati stratificati simili alla mica con gruppi [Si4O10]4- e strutture correlate; gruppo della montmorillonite", dove forma il sistema nº VIII/H.20 insieme a hectorite, saponite, spadaite, stevensite, sauconite e zincsilite.
Anche nella classificazione dei minerali secondo Dana, usata principalmente nel mondo anglosassone, la ferrosaponite si trova nella classe dei "fillosilicati" e nella sottoclasse dei "fillosilicati con strati di anelli a sei elementi con argille 2:1", dove forma il "gruppo della smectite" insieme a hedenbergite, yakhontovite e zincsilite, con le quali forma il sistema nº 71.03.01b.

## Abito cristallino
La ferrosaponite cristallizza nel sistema monoclino con gruppo spaziale sconosciuto. I parametri reticolari sono a = 5,365(2) Å, b = 9,337(4) Å, c = 14,65(2) Å e β = 94,9(1)°, oltre a 2 unità di formula per cella unitaria.

## Origine e giacitura
La ferrosaponite è un minerale idrotermale associato ai basalti a cuscino; è associata a calcite, pirite, quarzo, mordenite, heulandite-Ca e stilbite-Ca.
La ferrosaponite è un minerale piuttosto raro ed è stato trovato solo in poche località sparse per il mondo. In Italia è stata rinvenuta ad Ala (Trentino-Alto Adige) e a Montecchia di Crosara e Soave (Veneto).
Altri siti noti sono: le isole Shetland Meridionali (Penisola Antartica); nella local government area della Tasmania città di Launceston (Tasmania); a Pederneiras (Brasile); a Gerolstein (Germania); nel distretto di Raigad (India); a Minobu (Giappone); a Gmina Leśna (Polonia); nel giacimento di spato d'Islanda "Levoberezhnoe", che si trova nell'Ėvenkijskij rajon (territorio di Krasnojarsk, Russia) ed è la località tipo del minerale; a Maçanet de la Selva (Spagna); nelle contee di Los Angeles (sulle colline di Hollywood, in California), di Hartford e di Litchfield (entrambe nel Connecticut) (Stati Uniti).